# Židé v Polsku
Židovská komunita v Polsku dnes čítá asi 3500 členů, především seniorů. To je asi 0,1 % mohutného židovského osídlení, které ještě v roce 1939 čítalo asi 3 miliony Židů, tedy 10 % obyvatel celého Polska. Hlavní příčinou tohoto vývoje byl holokaust a poválečná emigrace. 

## Historie

### Středověk a novověk
První velký příliv vyznavačů judaismu nastal ve 12. století, kdy v Evropě dochází k prvním protižidovským pogromům, před kterými se židovští uprchlíci ukrývali na polském území. V roce 1569, kdy lublinská unie dokončila sjednocení polsko-litevského státu, byl počet Židů na tehdejším území odhadován na 200 000.
V roce 1264 byla knížetem Boleslavem V. vydána Velká listina židovských svobod, známá jako Kališský zákon, která židům zajišťovala ochranu a některé výsady. V průběhu středověku byla listina potvrzena několika dalšími polskými panovníky. 
K prvním velkým pogromům v Polsku došlo v období povstání Bohdana Chmelnického, kdy ukrajinští kozáci v 17. století povraždili na 100 000 Židů.
Od 18. století, po zániku polského svobodného státu, dochází k hromadným útěkům z Rusy obsazené části Polska. V letech 1881 – 1890 od začátku ruské okupace území opustilo na 135 000 Židů. 
V letech 1830-31 značná část Židů bojovala na straně Poláků proti carským vojskům. V roce 1848 dokonce krakovský rabín Dow Beer Meisels vyzval Židy k podpoře politických požadavků Poláků. 

### Vývoj ve 20. století
Židé v Polsku představovali před druhou světovou válkou největší[zdroj?] židovskou komunitu na světě čítající 3-3,3 miliony osob. Toto enormní osídlení bylo dáno zejména silnou migrací ve středověku. Židovská menšina byla loajální, ale neintegrovanou částí polské společnosti, jejíž členové byli v průměru bohatší a vzdělanější, než Poláci, což bylo příčinou určitého sociálního pnutí. To začalo gradovat ve 30. letech, po propuknutí hospodářské krize a smrti maršála Piłsudského, kdy Polsko stále silněji ovládané antisemitskou pravicí a antijudaistickou katolickou církví přijalo řadu protižidovských opatření, mezi něž patřilo omezení přístupu Židů na vysoké školy a do určitých povolání, zavedení tzv. lavicových ghett a podobně. Skutečnou katastrofou pro Židy v Polsku se stala okupace země nacistickým Německem, které postupně zahájilo masovou likvidaci všech Židů v Polsku.
Polsko mělo být zemí nejvíce postiženou holokaustem (šoa). Už v roce 1939 začala vznikat první ghetta, kam byli Židé nahnáni a ponecháni napospas hladomorům a nemocem.
Nacisté v rámci takzvaného „konečného řešení židovské otázky“ zřídili v Polsku šest vyhlazovacích center. Od podzimu 1941 v Auschwitz - Birkenau (Osvětim a Březinka) a v táboře Chełmno nad Nerem. Od jara 1942 se pro vyhlazování Židů začínají používat Bełżec, Sobibór, Osvětim II-Birkenau a v létě 1942 vzniká vyhlazovací tábor Treblinka. Na podzim 1942 je uveden do provozu tábor Majdanek u Lublinu. Ke konci roku 1944, kdy byla většina evropských Židů již vyvražděna, byly likvidovány také poslední tábory smrti a dosud žijící vězňové byli evakuováni na západ v tzv. pochodech smrti.
Malá část Poláků využila situace a osobně se na likvidaci Židů podílela, někdy asistencí nacistům, výjimečně i jako iniciátoři a hlavní organizátoři pogromů. Na druhé straně tisíce polských rodin Židům pomáhaly, a to i přes brutální perzekuce ze strany nacistů (Například trest smrti za ilegální zásobování Židů potravinami a léky, vyvraždění celé usedlosti, v níž se Židé skrývali). Přes 1 000 Poláků bylo pro tuto činnost povražděno nacisty (Jad vašem uznal posmrtně za spravedlivé mezi národy něco přes 700 z nich. Komise vedená izraelským nejvyšším soudem, udělila Polákům nejvíce těchto titulů ze všech národů).
V roce 1942 vznikla legendární Rada pro pomoc Židům – Żegota, odbojová organizace Polské exilové vlády, která měla chránit Židy před holokaustem. Pomáhala jim se skrývat, zásobovala je a vyráběla pro ně falešné doklady. Společně s řadou dobrovolníků z řad obyvatel a s pomocí katolické církve, jejíž duchovní a řeholní společenství hráli klíčovou roli v ukrývání Židů, tato organizace zachránila tisíce až desetitisíce Židů. Světově proslulá se stala zejména činnost jejího dětského oddělení, které pod vedením Ireny Sendlerové zachránilo na 2500 dětí z Varšavského ghetta. Mimo ni pracovaly v Polsku i židovské odbojové a podzemní organizace. Země se stala hlavním dějištěm holokaustu (zemřelo zde asi 3,5 milionů Židů), ale též nejvýznamnějších evropských aktů odporu ze strany Židů, zejména povstání varšavského ghetta.

### Následky holocaustu
Během druhé světové války zahynulo asi 90 % židovské populace. Konce války se dožilo jen asi 300 000 polských Židů, z toho asi 2/3 v Polsku. Několik set jich bylo povražděno při poválečných pogromech, které byly často motivovány spíše ekonomickými hledisky, než antisemitismem (konkrétně faktem, že majetek Židů vracejících se z táborů byl již dávno zabrán Poláky, kteří jej v žádném případě nehodlali vracet). Velkou roli hrál i nástup komunistů, kteří se stavěli k Židům spíše nepřátelsky. Důvodem byla jednak snaha naklonit si ty z občanů, kteří se obohatili na židovském majetku, jednak fakt, že Żegota byla nekomunistický projekt. Většina Židů za této situace emigrovala buďto těsně po válce, či po propuknutí antisemitské kampaně, kterou komunisté zahájili v březnu 1968.
V šedesátých letech probíhaly v Polsku studentské demonstrace, především Varšavská univerzita se stala centrem protikomunistických protestů. Následovalo zatýkání, mnoho protestujících bylo židovského původu. Polské vedení v čele s Władysławem Gomułkou toho zneužilo k rozpoutání antisemitské kampaně. Gomułka mimo to veřejně vyzval polské Židy, aby z Polska odešli do Izraele – většina z nich tak skutečně učinila.

## Židé v Polsku – 21. století
V současné době se Židé v Polsku netěší velké oblibě ze strany Poláků. Avšak v polském Krakově vznikl rabínský soud, tzv. bejt din, jehož úkolem bude rozhodování v náboženských otázkách. Jedná se o jeden z nejdůležitějších kroků židovské populace ve střední Evropě. V roce 2018 byl v Polsku zaveden zákon, který má zabránit spojování Polska s nacistickou historií na jeho území, zejména s koncentračními tábory pod hrozbou trestu.

## Osobnosti
Mezi židovské osobnosti narozené v Polsku patří například hudební skladatel a klavírista Władysław Szpilman, rabín Jehuda ben Becalel (známý jako rabbi Löw), izraelští premiéři David Ben Gurion, Šimon Peres a Jicchak Šamir, spisovatelé Stanisław Lem, Janusz Korczak, Leo Rosten, Isaac Bashevis Singer a Bruno Schulz, psychiatr Wilhelm Reich, psycholog Solomon Asch, agent Mosadu Peter Cvi Malkin, klavírista Arthur Rubinstein, architekt Daniel Libeskind, historik a publicista Adam Michnik, matematici Alfred Tarski a Stanisław Ulam.